# Takefumi Haketa
Takefumi Haketa (羽毛田丈史 Haketa Takefumi?) (羽毛田丈史) es un compositor japonés, productor y arreglista. Su trabajo incluye la composición de la música para el anime Unhabited Planet Survive!, Someday's Dreamers, Vampire Knight y Miyori no Mori, los álbumes de Chihiro Onitsuka Insomnia, Sugar High y This Armor y arreglando canciones en los álbumes Sí, Música y Voz de Mika Nakashima. También cocompuso la música del anime Shin Kamen Rider: Prólogo y el drama televisivo Rookies. Además, compuso el tema de apertura para el documental Eurasia (Bunmei no Michi).
- Datos: Q5353668